# Сейджмиллер, Мелисса
Мелисса Сейджмиллер (англ. Melissa Sagemiller, род. 1 июня 1974) — американская актриса.

## Биография
Мелисса Сейджмиллер родилась в Вашингтоне, округ Колумбия и окончила Университет Вирджинии со степенью бакалавра искусств. В 2000 году она переехала в Нью-Йорк, где дебютировала в эпизоде сериала «Закон и порядок: Специальный корпус».
Сейджмиллер появилась в нескольких фильмах в начале двухтысячных. Она сыграла главную роль в провальном триллере 2001 года «Бессмертные души». На телевидении она снялась в сериалах «Узнай врага» (2005-06) и «Адвокатская практика» (2008-09).
В 2010—2011 годах у Сейджмиллер была второстепенная роль в сериале «Закон и порядок: Специальный корпус», где она играла помощника окружного прокурора Джиллиан Хардвик. Она была уволена когда Стефани Марч и Дайан Нил согласились вернуться в шоу в тринадцатом сезоне со своими аналогичными ролями. В 2013 году она получила главную женскую роль в спин-оффе сериала «Пожарные Чикаго» — «Полиция Чикаго». Через месяц после съемок пилотного эпизода, однако, Сейджмиллер была уволена, а её персонаж выписан из сериала.

## Фильмография
| Год       |     | Русское название                    | Оригинальное название             | Роль                     |
| --------- | --- | ----------------------------------- | --------------------------------- | ------------------------ |
| 2001      | ф   | Вирус любви                         | Get Over It                       | Эллисон Макаллистер      |
| 2001      | ф   | Бессмертные души                    | Soul Survivors                    | Кэсси                    |
| 2002      | ф   | Парни из женской общаги             | Sorority Boys                     | Лея                      |
| 2003      | ф   | Объект любви                        | Love Object                       | Лиза Беллмер             |
| 2004      | ф   | Расчёт                              | The Clearing                      | Джилл Хэйес              |
| 2005      | ф   | Жизнь на краю                       | Life on the Ledge                 | Клэр                     |
| 2005      | ф   | Без оглядки                         | Running Scared                    | Саманта                  |
| 2005      | с   | Без следа                           | Without a Trace                   | Кармен Кусковски         |
| 2005—2006 | с   | Узнай врага                         | Sleeper Cell                      | Гейл Бишоп               |
| 2006      | ф   | Спасатель                           | The Guardian                      | Эмили Томас              |
| 2007      | ф   | Мистер Вудкок                       | Mr. Woodcock                      | Трейси                   |
| 2008—2009 | с   | Адвокатская практика                | Raising the Bar                   | Мишель Эрнхардт          |
| 2009      | с   | В последний миг                     | Eleventh Hour                     | София Лайонс             |
| 2010—2011 | с   | Закон и порядок: Специальный корпус | Law & Order: Special Victims Unit | Джиллиан Хардвик         |
| 2010      | кор | —                                   | In Fidelity                       | Николь / Памела          |
| 2010      | тф  | —                                   | The Rockford Files                | Бет Дейвенпорт           |
| 2013      | с   | Пожарные Чикаго                     | Chicago Fire                      | детектив Джулия Уиллхайт |
| 2013      | ф   | Всё, что я хочу на Рождество        | All I Want for Christmas          | Элизабет                 |
| 2014      | с   | Полиция Чикаго                      | Chicago P.D.                      | детектив Джулия Уиллхайт |
| 2014      | с   | В поле зрения                       | Person of Interest                | Сандра Николсон          |
| 2014      | тф  | —                                   | The Santa Con                     | Кэрол Гатри              |